# Девин Хейни
Девин Хейни (роден на 17 ноември 1998) е американски професионален боксьор, който е световен шампион на WBC в лека категория от 2019. Хейни е класиран като третия най-добър боксьо'р в лека категория в ранглистата на списание The Ring, пети в тази на Transnational Boxing Rankings Board и шести според BoxRec. През 2019 Хейни става най-младият световен шампион в лека категория на 23 години, след като WBC го промотира от временен в пълен носител на титлата.

## Аматьорска кариера
Като аматьор Девин е спечелил седем национални титли. Той е най-младият аматьорски боксьор, спечелил световното първенство в Рино. Рекордът му е 138 – 8 преди да започне професионална кариера през 2015 г.

## Професионална кариера
Първите четири мача на Девин са в Мексико, защото не може да се бие в САЩ, тъй като е на 16 години. На регионално ниво печели международните титли на WBC и WBO, младежката на WBC, междуконтиненталната на WBO и две от регионалните версии на IBF в лека категория.
През април 2019, Хейни сключва сделка със собствената си промоутърска компания Devin Haney Promotions и влиятелния британски мениджър Еди Хърн. През септември Хейни побеждава непобедения руснак Заур Абдулаев за временната титла на WBC в лека категория. По-късно WBC го превръщат в пълен шампион, след като Васил Ломаченко получава 'franchise' колана на организацията. Хейни става най-младият световен шампион в лека категория.
На събитието „KSI срещу Логан Поул II“, което се проведе на 19 ноември 2019 г., Хейни направи първа защита на пояса след победа с единодушно съдийско решение срещу Алфредо Сантиаго. По време на мача Хейни контузва рамото си и заяви, че последвалата операция ще го извади от строя до лятото на 2020. Хейни става „шампион в почивка“ на WBC.

## Личен живот
Хейни живее като дете в Окланд, Калифорния, но по-късно се мести с баща си в Лас Вегас. Започва да се боксира на 7-годишна възраст, след като се сбива в училище.